# Big Bang is V.I.P
Big Bang is V.I.P também como conhecido como Big Bang Second Single, é o segundo single em formato de álbum single do grupo sul-coreano Big Bang. O seu lançamento ocorreu em 28 de setembro de 2006 através da YG Entertainment, contendo quatro canções, incluindo sua faixa título "La La La". 
O lançamento de Big Bang is V.I.P atingiu a posição de número oito na parada mensal da Miak Albums Chart e mais tarde posicionou-se em número 44 em sua respectiva parada anual.

## Antecedentes e lançamento
Após o Big Bang realizar sua estreia oficial e lançar seu single de estreia homônimo em agosto de 2006, Yang Hyun-suk, executivo da YG Entertainment, anunciou que o grupo iria realizar atividades promocionais em larga escala apenas no mês de setembro, a fim de promover o lançamento de Big Bang is V.I.P, o que incluiu a estreia do Big Bang em programas de música sul-coreanos, que iniciou-se com o grupo apresentando "La La La" no programa Show! Music Core da MBC, em 23 de setembro.  
Big Bang is V.I.P foi lançado em 28 de setembro de 2006 em formato físico composto de CD+VCD, contendo em seu VCD, os vídeos musicais de seu single de estreia e imagens da viagem do Big Bang ao Japão. A lista de faixas de Big Bang is V.I.P inclui quatro canções, como a faixa título "La La La" e sua respectiva versão instrumental, além de "VIP" e "Ma Girl", esta última, uma canção solo de Taeyang.

## Faixas e formatos
| Big Bang is V.I.P – Edição padrão e digital |                                                                 |                |                       |                    |         |  |
| N.º                                         | Título                                                          | Letras         | Música                | Arranjos           | Duração |  |
| 1.                                          | "La La La"                                                      | Big Bang       | Perry                 | Perry              | 3:00    |  |
| 2.                                          | "Ma Girl" (com participação de G-Dragon & T.O.P) (Taeyang solo) | G-Dragon       | Israel Dwaine Cruz    | Israel Dwaine Cruz | 3:52    |  |
| 3.                                          | "V.I.P"                                                         | Big Bang       | G-Dragon, Kim Do Hyun | Kim Do Hyun        | 3:04    |  |
| 4.                                          | "La La La" (instrumental)                                       | -              | Perry                 | Perry              | 3:00    |  |
| Duração total:                              | Duração total:                                                  | Duração total: | Duração total:        | Duração total:     | 12:56   |  |

| Conteúdo bônus em VCD – Edição padrão CD+VCD |                                                                          |         |  |
| N.º                                          | Título                                                                   | Duração |  |
| 1.                                           | "We belong together" (Vídeo musical)                                     |         |  |
| 2.                                           | "A Fool's Only Tears (눈물뿐인 바보; Nunmulppunin Babo)" (Vídeo musical) |         |  |
| 3.                                           | "This Love" (Vídeo musical)                                              |         |  |
| 4.                                           | "Big Bang in Japan"                                                      |         |  |

## Desempenho nas paradas musicais
O lançamento de Big Bang is V.I.P na Coreia do Sul, apesar de ter sido realizado faltando dois dias para o encerramento do mês de setembro de 2006, estreou em seu pico de número oito na parada mensal da Miak Albums Chart, obtendo vendas de 21,000 mil cópias. Mais tarde, posicionou-se em número 44 em sua respectiva parada anual com vendagem de 30,101 mil cópias. Até fevereiro de 2007, Big Bang is V.I.P já havia vendido o equivalente a 32,503 mil cópias no país.

### Posições
| Paradas (2006)                             | Melhor posição |
| ------------------------------------------ | -------------- |
| Coreia do Sul (Miak Monthly Albums Chart)  | 8              |
| Coreia do Sul (Miak Year-end Albums Chart) | 44             |

## Histórico de lançamento
| Região        | Data                   | Formato                  | Gravadora                       |
| ------------- | ---------------------- | ------------------------ | ------------------------------- |
| Coreia do Sul | 28 de setembro de 2006 | CD+ VCD download digital | YG Entertainment Yedang Company |